# Avena brevis
Espèce
Avena brevis, l'avoine courte, est une espèce de plantes monocotylédones de la famille des Poaceae, sous-famille des Pooideae, originaire du Sud-Ouest de l'Europe.
Ce sont des plantes herbacées annuelles, aux tiges dressées ou géniculées ascendantes, pouvant atteindre 70 cm de long, et aux inflorescences en panicules.
Cette espèce diploïde (2n = 2x = 14) est cultivée localement en Europe.

## Distribution et habitat
L'aire de répartition originelle d'Avena brevis s'étend dans le Sud-Ouest de l'Europe (France, Espagne, Portugal) et dans les île de Macaronésie (Açores, Madère).

## Taxinomie

### Synonymes
Selon Catalogue of Life (23 décembre 2017) :
- Avena mandoniana Coss. & Balansa, nom. nud.
- Avena sativa var. brevis (Roth) Fiori
- Avena strigosa subsp. brevis (Roth) Hayek
- Avena strigosa subsp. mandoniana Tab.Morais
- Avena uniflora Parl.

### Liste des variétés
Selon Tropicos (23 décembre 2017) :
- variété Avena brevis var. uniflora Drouet